# 広域暴力 流血の縄張
『広域暴力 流血の縄張』（こういきぼうりょく りゅうけつのしま）1969年7月26日に公開された日本の映画である。監督は長谷部安春。主演は小林旭。日活制作。

## 概要
警察の圧力で偽装解散した広域暴力団の生き残りが、解散した連中の嫌がらせに敢然と立ち向かうアクション映画。

## キャスト
- 小松勇治：小林旭
- 花井浩：葉山良二
- 矢頭清一：中丸忠雄
- 陣野政吉：名和宏
- 湊茂夫：藤竜也
- 岡野道代：姫ゆり子
- 浦山三郎：岡崎二朗
- 大野木光次郎：加藤嘉
- 陣野万之助：須賀不二男
- 藤岡伸作：見明凡太郎
- 三島：高野真二
- 寺島：上田吉二郎
- 山之内悟堂：佐々木孝丸
- 平井：日野道夫
- 愚連隊のリーダー：市村博
- 権藤耕太郎：加原武門
- 取り立て屋：長弘
- 矢頭和江：峯京子
- トルコのマネージャー：青木富夫
- パチンコ店主人：衣笠真寿雄
- ヒデ：亀山靖博
- ジロー：杉山元
- 藤岡の子分：柴田新三、玉村駿太郎、島村謙次
- 関西連合組員：田畑善彦、岩手征四郎、中平哲仟
- 親分：山之辺潤一
- 藤岡の部下：高橋明
- 大野木組組員：荒井岩衛
- 関西連合組員：式田賢一
- 大野木組組員：大前田武
- 刑事：露木譲
- 若い女：牧まさみ
- 事務員：宮沢尚子
- ホステス：西原泰江
- 大野木組組員：戸波志朗
- 愚連隊の男：小島克己
- 大野木組組員：賀川修嗣、北上忠行
- 愚連隊：榊功
- 刺青：河野弘
- 技斗：高瀬将敏

## スタッフ
- 監督：長谷部安春
- 脚本：青木一夫
- 企画：仲川哲朗
- 音楽：鏑木創

## 併映作品
- 『やくざ非情史 刑務所兄弟』: 松尾昭典監督

## 映像ソフト
- 1994年10月7日にビデオソフト（VHS）が発売されたが廃盤、DVD化はされてない。